# Aaron Katz
Aaron Katz (né le 29 octobre 1981) est un cinéaste américain indépendant originaire de Portland, dans l'Oregon.

## Biographie
Aaron Katz commence sa carrière artistique tout en fréquentant la Pacific Crest Community School à Portland de 1994 à 2000. Il acquiert de l'expérience avec une caméra super 8 mm, créant un certain nombre de courts métrages. 
Il poursuit sa carrière cinématographique à l'École des arts de l'Université de Caroline du Nord, où il rencontre ses futurs collaborateurs Brendan McFadden, Marc Ripper, Andrew Reed et Chad Hartigan. Il réalise un certain nombre de courts métrages sur vidéo numérique et sur film 16 mm.

## Carrière
La percée d'Aaron Katz date de 2006 lorsque son premier long métrage, Dance Party USA (en), est présenté en première au Festival du film South by Southwest en 2006. Il écrit et réalise le film pour environ 2 000 $ et tourne pendant deux semaines dans sa ville natale, Portland, avec une petite équipe d'amis. Le film est présenté dans de nombreux festivals à travers le monde et est classé parmi les dix meilleurs films par le New York Sun.

## Filmographie

### Longs métrages en tant que scénariste et réalisateur
- 2006 : Dance Party USA (en)
- 2007 : Quiet City (en)
- 2010 : Cold Weather (en)
- 2014 : Land Ho!
- 2017 : Gemini

## Récompenses et distinctions
- (en) Aaron Katz: Awards, sur l'Internet Movie Database